# Цюй
Цюй (曲) — жанр класичної китайської поезії, у перекладі значить пісня. Сформувався на початку XII ст. за часів династій Північна Сун та Цзінь. Твори у жанрі цюй створювалися до XX ст., проте розквіт його припадає на XIII–XIV ст.

## Зміст
Створена на основі народних пісень і книжкового ліричного жанру ци. Цюй призначалися для співу під музичний акомпанемент і писалися на заздалегідь відомі мелодії, ритмічний малюнок яких визначав ритміку й довжину рядків у вірші.
Серед цюй, які виконувалися соло (саньцюй), розрізняються сяолін — окремі вірші; таошу — цикл віршів, об'єднаних темою і єдиною римою, а в музичному відношенні — загальною ладотональністю. У циклі може бути від 2 до 30 коротеньких (в середньому по 10-12 нерівностопних рядків) віршів.
Характерна особливість цюй — можливість вставляти додаткові по відношенню до ритмічної схеми склади (ченьцзи), змінюючи довжину рядків. Специфічні також системи рим і чергування тонів в складах. За ознакою фонетичних і музичних відмінностей виділяють північні та південні цюй. У жанрі цюй писалися також поетичні арії (цзюйцюй) у китайській класичній драмі. У них допускалися внесення прозаїчних реплік поміж рядків.

## Автори
Найвідомішими поетами, які працювали у жанрі цюй, були Бо Пу, Ґуань Ханьцін, Ма Чжиюань, Цяо Цзі, Чжан Кецзю.